# اینگستر
اینگستر (به انگلیسی: Ingestre) یک روستا و محله مدنی در بریتانیا است که در Stafford واقع شده‌است. اینگستر ۱۹۴ نفر جمعیت دارد.